# Csikoj (folyó)
A Csikoj (oroszul: Чикой) folyó Oroszország ázsiai részén, az Bajkálontúli határterületen és Burjátföldön. A Szelenga jobb oldali mellékfolyója.

## Földrajz
Hossza: 769 km, vízgyűjtő területe: 46 200 km², évi közepes vízhozama 265 m³/s.
A Bajkálontúli határterület déli részén, a Csikokon-hegység keleti lejtőjén ered, onnan északkeleti, majd északi irányba folyik. Jobb oldali mellékfolyója, a Zsergej beömlésétől éles kanyarulattal nyugatra fordul és a Malahinszkij-hegység déli, majd délkeleti lábainál halad. A Katanca mellékfolyó torkolatától Csikoj településig (kb. 120 km-en át) Oroszország és Mongólia határán északnyugati irányba folyik. 
Burjátföldön, a Hilok–Csikoj-medencében észak felé tart és jobbról ömlik a Szelengába, 285 km-re annak torkolatától. (43 km-re a Szelenga másik mellékfolyója, a Hilok beömlésétől).
Nyári árvize van, főként esővíz táplálja. Október végén vagy november elején befagy és április végén, május elején szabadul fel a jég alól.

## Jelentősebb mellékfolyói
- Bal oldalon:  
  - felső folyásán a Csikokon (131 km)
  - középső folyásán a Menza (Mincszsi), mely a határ közelében, mongol oldalon ered (337 km, 13 800 km², ami a teljes vízgyűjtő terület 30%-a);
  - szintén középső folyásán a Katanca (94 km).
- Jobb oldalon jelentősebb mellékfolyója a Zsergej (86 km).

Vízgyűjtő területén 560 tó található.